# Тамсвег (округ)
Тамсвег (нем. Bezirk Tamsweg) — округ в Австрии. Центр округа — город Тамсвег. Округ входит в федеральную землю Зальцбург. Занимает площадь 1.019,69 кв. км. Плотность населения 21 человек/кв.км.

## Административные единицы

### Ярмарки
1. Маутерндорф (1 850)
2. Санкт-Михель (3 590)
3. Тамсвег (5 936)

### Общины
1. Гёриах (371)
2. Лессах (575)
3. Мариапфар (2 213)
4. Мур (631)
5. Рамингштайн (1 388)
6. Санкт-Андре (738)
7. Санкт-Маргаретен (771)
8. Томаталь (341)
9. Твенг (310)
10. Унтернберг (1000)
11. Вайсприах (335)
12. Цедерхаус (1 250)